# トウィックスター
トウィックスター, Twixter は、アメリカ合衆国で興った英語圏の新語で、少年・青年期と、成人期の間で違和感を持つ若者を意味する。
両親と共に生活し、独立（主に経済的に）していない若い成人（18 - 29 歳）が典型 。被雇用の場合でも、不安定／低収入である場合が多い。
高校・大学などを卒業して、成人としての生活を望まれる時期に起こりやすい。これらの人々は、婚期が平均より遅く、学業・職業訓練を平均より多く受ける傾向がある。
日本語のパラサイトシングルに類似。

## メディア
雑誌 TIME 2005年1月号では、上・中流クラス（両親が援助できる）のトウィックスターを取り上げた。この記事は、両親と自分自身の両方の力により暮らしている人々と、ただ家族と暮らしている人の違い、下流クラス（NEET、フリーター）についての言及は無かった。

## アメリカ以外の国々での例
トウィックスターの出現が、完全に新しい現象というわけではない。日本のような工業化された社会でも社会現象として似たように見受けられるからだ。1980年代から1990年代まで、日本ではパラサイト・シングルやフリーターなどの、家で暮らし、それほど労力を要しない仕事に就く若者の人口の増加が見られた。同様に、ヨーロッパでは1990年代にNEETの増加があった。イタリアでは、2007年10月に当時経済・金融大臣の銀行家Tommaso Padoa-Schioppaは、20歳〜30歳の家族とともに生活している人々（該当する人々は全人口の内、相当の数）をbamboccioni（big dummy boys：大きなおしゃぶり坊やたち）と定義し、イタリアの世論の大きな騒ぎを引き起こした。新聞社は、個人的に気分を害され侮辱と解釈した読者達からの大量の手紙を受け取り、イタリアの人口の内大変な数を占める「月約1000ユーロで生活していて、両親の家を離れるだけのお金を支払うことの出来ない20〜30歳」の状況を全く理解していないと強く非難した。